# 53 a. C.
El año 53 a. C. fue un año del calendario romano prejuliano. En la República romana, fue conocido como el año 701 Ab Urbe condita.

## Acontecimientos
- 9 de julio: batalla de Carrhae, en Mesopotamia. Los partos rechazan a los ejércitos romanos hacia Armenia. En un segundo encuentro armado, derrotan a los romanos, al mando del cónsul Marco Licinio Craso.
- Sitio de Gergovia, en la Galia. Las tropas de Vercingétorix derrotan a las legiones de Julio César.
- Fin del Primer Triunvirato.

## Fallecimientos
- Craso el Triunviro (Marco Licinio Craso), relevante aristócrata, general y político romano (n. 115 a. C.), capturado y asesinado junto con su estado mayor en las negociaciones de tregua con los partos tras la batalla de Carras.